# Funiculaire de Bregille
Vous lisez un « bon article » labellisé en 2010.
Le funiculaire de Beauregard-Bregille, appelé communément funiculaire de Bregille, est un funiculaire et une ligne de tramway situé à Besançon dans le département français du Doubs. Imaginée dès 1899 par Émile Picard, la ligne reliait le bas et le haut de la colline de Bregille pour que les curistes de Besançon-les-Bains puissent accéder facilement aux bois et espaces verts de la ville ; cependant le funiculaire ne fut opérationnel qu'à partir de 1912, alors que le thermalisme est en déclin. La ligne fonctionnera jusqu'en 1987 malgré de nombreux problèmes financiers survenus au fil de son histoire, mais un dysfonctionnement technique viendra mettre un terme à l'activité du funiculaire. Cette ligne, inscrite à l'Inventaire des Monuments historiques depuis le 27 janvier 2011, fait actuellement l'objet d'un projet de réhabilitation, mené par une association en partenariat avec la Ville de Besançon.

## Historique
L'idée d'un système de funiculaire naît grâce à Émile Picard dès 1899, qui veut faire la liaison entre Bregille et les nouveaux bâtiments thermaux de la ville pour que les touristes puissent jouir du grand air et d'une cure thermale. Picard fonde au début du XXe siècle la Compagnie des Tramways Électriques au plateau de Beauregard et en 1912 le projet voit enfin le jour avec les premiers voyages publics. Après de bons débuts et des profits, les résultats de la fréquentation du funiculaire oscillent et la Compagnie de Picard s'enlise dans les dettes principalement après la mort de son fondateur en 1931 et surtout à la fin des années 1930. La Municipalité rachète alors la Compagnie et fonde La Régie du funiculaire, qui connaîtra des records d'affluence avant de s'effondrer dans les années 1970, en passant de 222 000 voyageurs en 1945 à 38 000 en 1979, tendance qui se confirme dans les années 1980 jusqu'à la fermeture du funiculaire.
En 1987, le funiculaire de Bregille est momentanément arrêté à la suite de dysfonctionnements techniques, mais devant le coût des travaux, le site est fermé pour une plus longue durée et devait cependant être rouvert après qu'un budget fût trouvé. Malgré les efforts consentis pour trouver des fonds, le funiculaire ne rouvrira pas ses portes et sera laissé à l'abandon. À partir de 2005, une association connue sous le nom des Amis du Funiculaire de Besançon a pour objectif la réhabilitation de l'ensemble de l'équipement et la protection des gares, des rails et des voitures. Elle obtient l'inscription de la ligne aux  monuments historiques en 2010 et l'arrêté est émis le 27 janvier 2011. En 2022, l'association, soutenue par la Ville de Besançon et le Conseil régional, diligente une entreprise spécialisée dans les remontées mécaniques pour une étude technique visant à chiffrer la réhabilitation du Funiculaire. L'association espère une réhabilitation effective et nouvelle inauguration ces prochaines années.

## Caractéristiques

### Caractéristiques générales et techniques

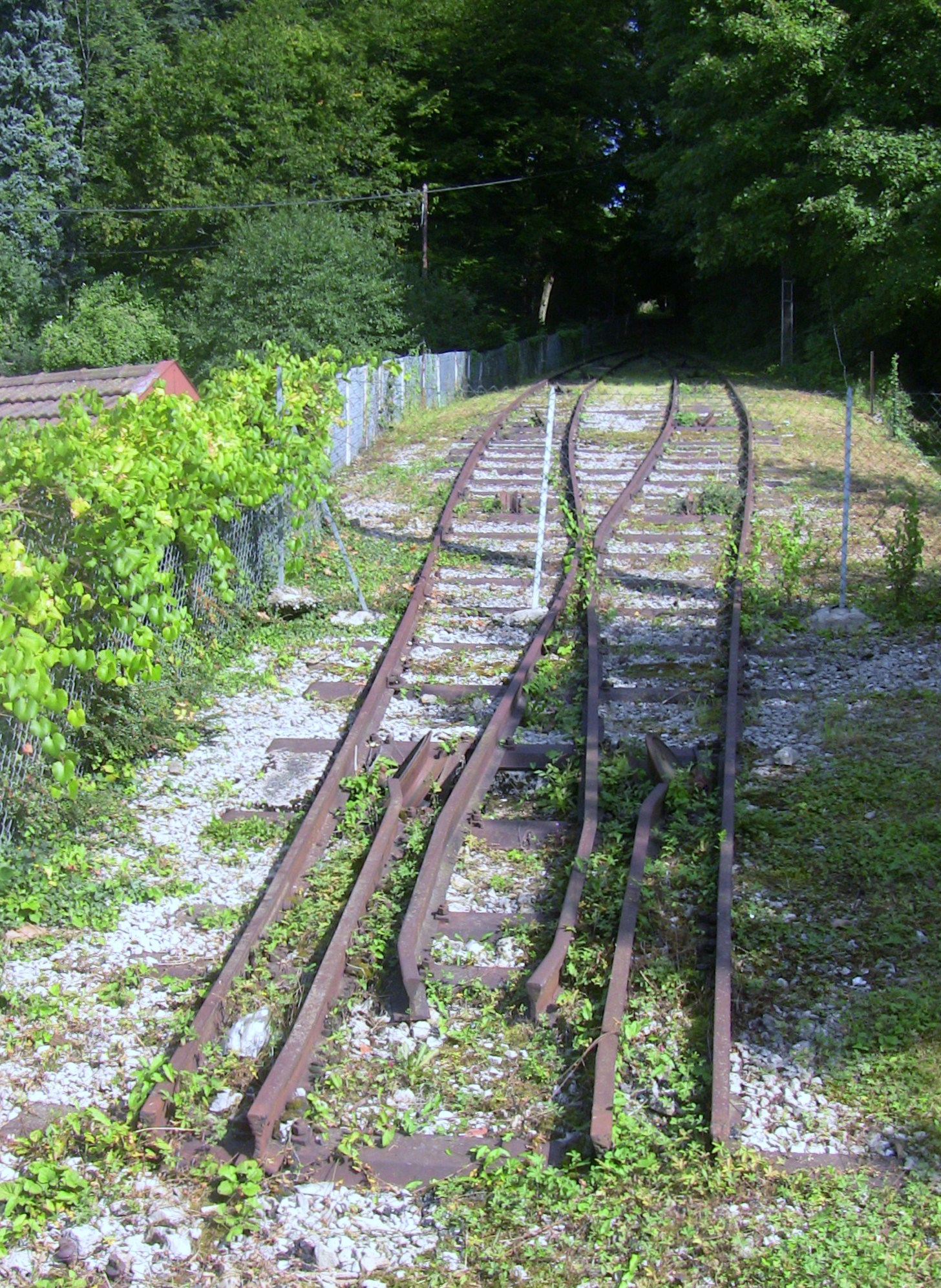
L'évitement Abt du funiculaire.

Avant sa fermeture, le funiculaire de Bregille était ouvert sept jours sur sept avec des horaires différents suivant les jours, et transportait en moyenne 239 voyageurs par jour et environ 87 249 par an. Les voyageurs étaient principalement des thermalistes et des habitants de Bregille de l'ouverture du funiculaire jusqu'aux années 1930, puis seuls des habitants du quartier et des Bisontins en recherche d'espaces verts l'utilisèrent jusqu'à sa fermeture en 1987.
Il gravissait les 73 mètres de dénivelé (pour une longueur de 423 mètres) entre la gare basse et la gare haute avec une vitesse de 8 km/h, et comprend un évitement Abt. Le funiculaire est à voie unique, d'un écartement étroit de 1,05 mètre et la rampe atteint au maximum 22 %. Elle est dotée de rails Vignole dont les côtés du champignon sont en forme de « V », afin que les mâchoires de freinage ne provoquent pas le soulèvement de la voiture en les enserrant, dans le cas d'un freinage d'urgence.
Le moteur était un moteur électrique fabriqué par Alsthom en 1938 et la machinerie fut quant à elle construite par les établissements suisses Louis de Roll (Berne). La puissance installée est plutôt modeste, avec un moteur de 28 chevaux, remplacé un peu plus tard par un autre de 32 chevaux. Ce moteur était situé à la station amont et alimenté via une ligne longeant la voie, déconstruite à la fermeture du funiculaire. Aucune communication permanente n'existe entre les voitures et la machinerie : une simple sonnerie indique le départ depuis les stations et la machinerie.

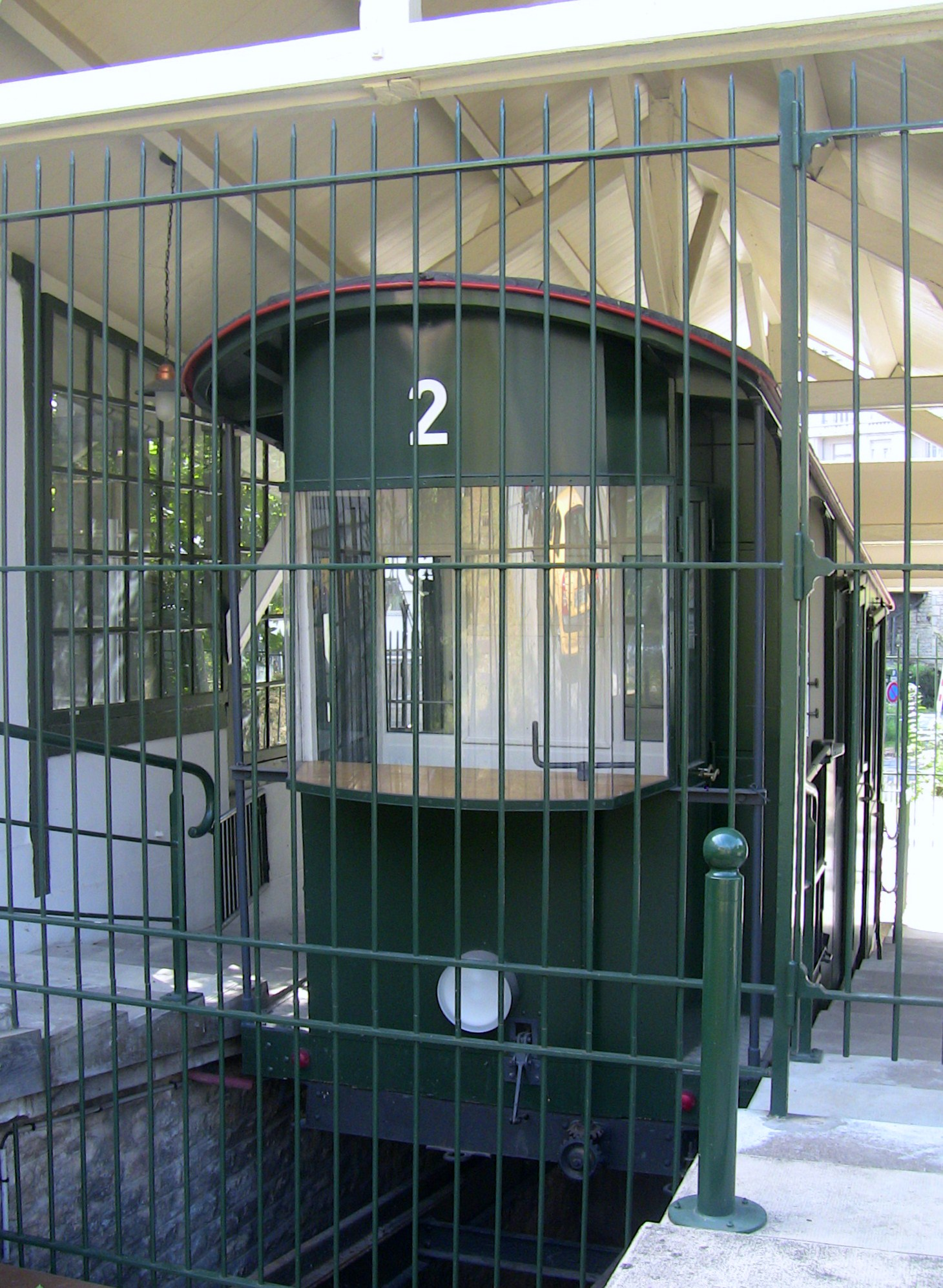
Une voiture du funiculaire.

C'est à partir de 1981 que les voitures adoptent leur apparence actuelle : les caisses en bois sont presque toutes reconstruites à l'identique sur leur châssis d'origine, la seule différence avec l'original étant les vitres en plexiglas bombé sur la cabine des wattmans à la place des anciennes vitres plates. Le toit des voitures est lui aussi totalement reconstruit, et du vert cuivre est posé sur le contreplaqué afin de donner une touche de modernité tout en laissant le véhicule étanche. Les voitures mesuraient 8,50 mètres pour une masse de 6,20 tonnes et étaient munies de deux compartiments voyageurs comprenant seize places assises, un compartiment bagage pouvant accueillir huit à dix personnes ainsi que de deux plates-formes destinées aux wattmans. Le plancher est établi sur quatre niveaux distincts. Le machiniste observe le parcours effectué par les voitures grâce à un curseur se déplaçant sur une règle ; le câble les entraîne à une vitesse de 8 km/h. L'exploitation du funiculaire nécessite quatre personnes.
Le funiculaire disposait d'un passage à niveau non gardé juste avant l'évitement Abt, au milieu de la ligne. Un tel passage à niveau entre une route et un funiculaire est quelque chose de très inhabituel et certainement unique en France. Le chemin qui le traverse est un cul-de-sac qui dessert quelques habitations de l'autre côté de la voie, mais depuis la fermeture du funiculaire cette voie a été barrée et recouverte de bitume. Cette route était protégée par des signaux lumineux déclenchés par le passage des voitures du funiculaire.

### Situation géographique

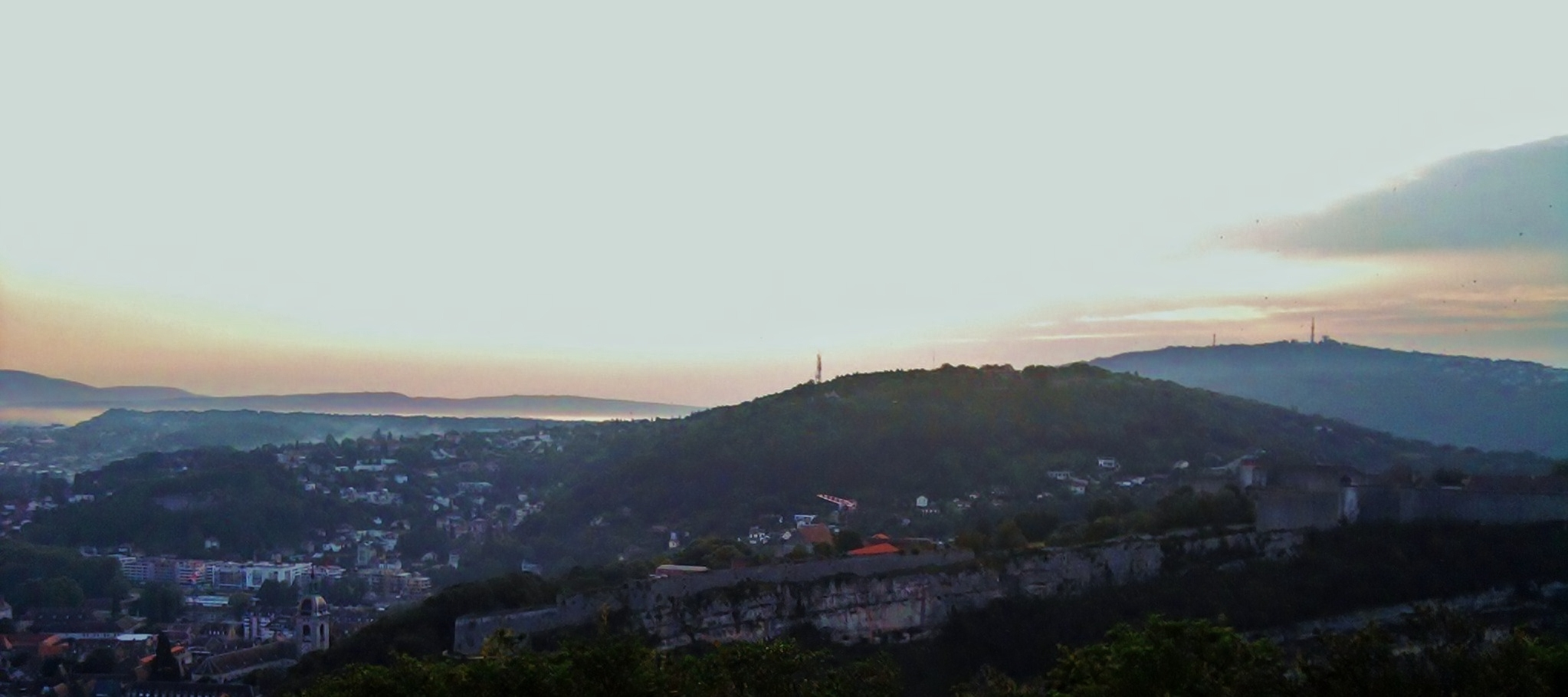
La colline de Bregille à l'aube.

Le funiculaire relie le quartier de la Mouillère, à proximité du centre-ville, cœur économique, touristique, culturel et historique de Besançon, et le plateau de Beauregard-Bregille, quartier résidentiel offrant un beau panorama sur la vieille ville et ses fortifications. Le funiculaire est situé près de plusieurs lieux remarquables, dont le casino municipal, le centre thermal de Besançon-les-Bains, le parc Micaud et le fort Beauregard.
Il débute à l'angle de la rue du Funiculaire et de la rue des Fontenottes pour la gare basse, longe le sentier de l'Aiguille et aboutit au chemin des Monts-de-Bregille du haut pour la gare haute. Le funiculaire est desservi par plusieurs lignes de bus Ginko (lignes 24, 27 et C, arrêt Funiculaire), ainsi que par le train (gare de Besançon-la Mouillère, ligne TER Besançon - Le Locle - La Chaux-de-Fonds).

## Contexte historique de la création

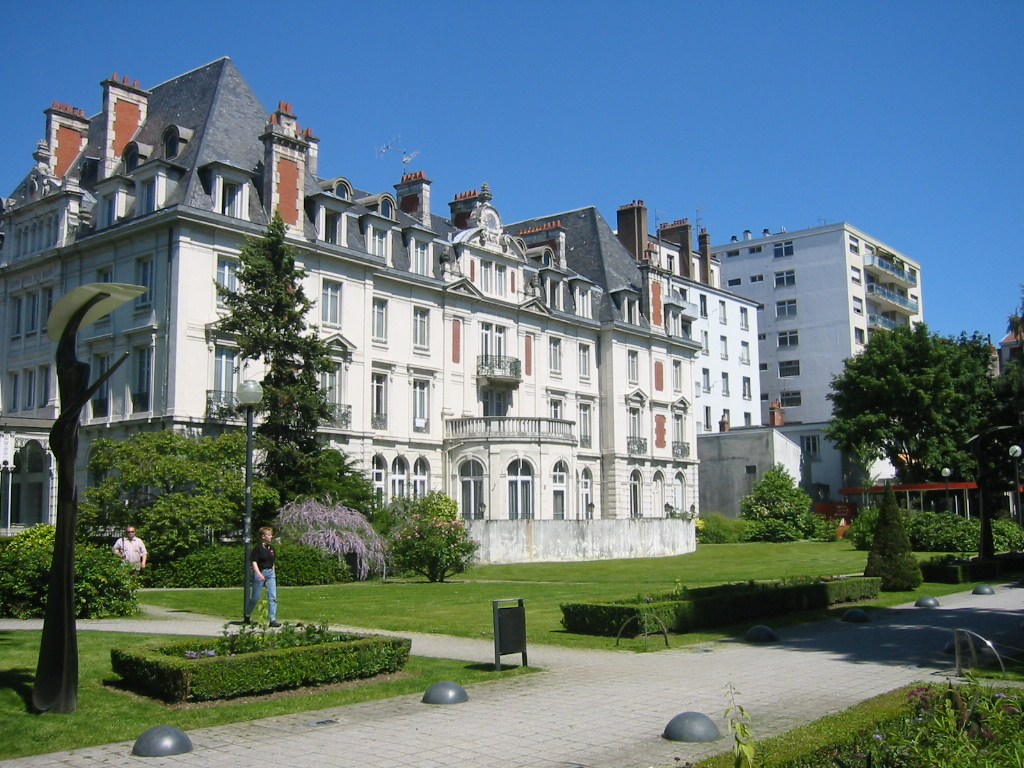
L'hôtel de Besançon les Bains.

À la fin du XIXe siècle, le quartier bisontin de la Mouillère et le plateau de Bregille, qui n'est alors qu'un petit village de 300 habitants, connaissent de grands bouleversements à la suite de l'implantation de la gare de la Mouillère en 1884, suivie du complexe thermal des Bains salins de La Mouillère en 1892-1893,,,. Le succès rencontré par la station thermale amène rapidement les pouvoirs publics à reconsidérer les abords des Bains, et plus particulièrement le plateau de Bregille, afin de proposer des équipements complémentaires : hôtels, stations de cure d'air, villas et appartements,... ; l'initiative privée est alors largement encouragée. La Société de médecine de Besançon va formuler un vœu lors de sa séance du 20 mai 1898 : « De voir une entente s'établir entre les pouvoirs publics, les associations d'intérêt local et le conseil d'administration des bains, à l'effet d'éveiller, conseiller et encourager de toutes leurs forces, l'initiative privée, et de faire aboutir la création, au voisinage immédiat des bains, et plus particulièrement sur le plateau de Bregille, des centres de villégiature pourvus de moyens de communications suffisants et pratiques avec la Mouillère et la ville et permettant aux baigneurs de joindre aux bénéfices de la cure saline ceux d'une véritable cure d'air et d'une cure de moyenne altitude. ». Le mot d'ordre était donc donné : il fallait réussir à développer le secteur de Bregille et le pourvoir en moyens de communications efficaces. Émile Picard, alors riche propriétaire à Bregille et industriel-horloger, adresse une lettre au maire de la ville le 5 février 1899 :

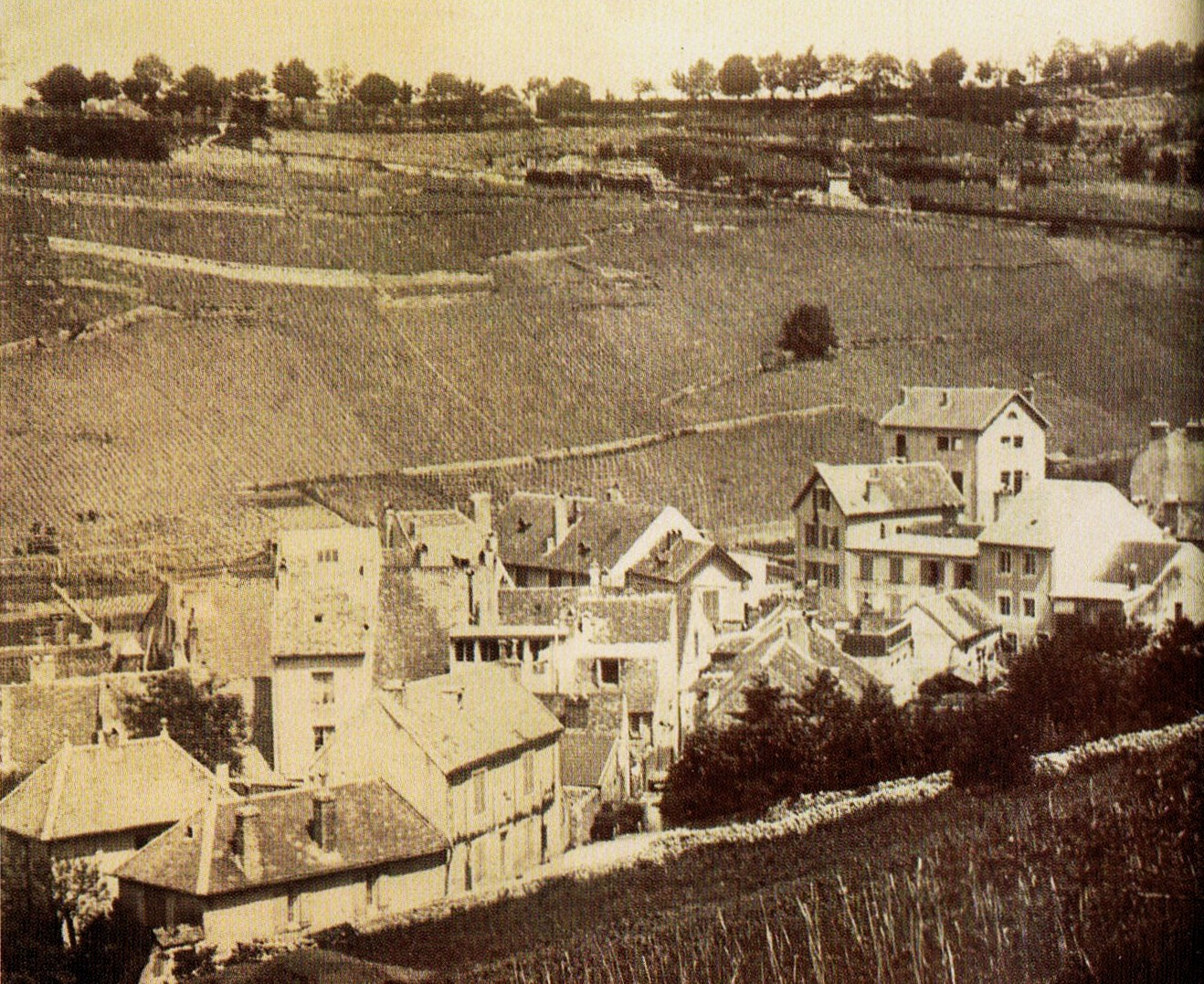
Bregille-village, vers 1900.

« Besançon, le 5 février 1899
Les soussignés ont l'honneur de solliciter de la bienveillance de la Municipalité de bien vouloir accéder à la demande ci-bas. Il s'agirait de faciliter une partie de l'accès au coteau de Beauregard, l'intérêt général en cause, attendu qu'à chaque saison, les propriétaires tiennent à la disposition des baigneurs des villas et des appartements meublés qui, par le mauvais état du chemin de Beauregard, ne peuvent louer les dits appartements. Ensuite de renseignements officieux, la municipalité étant disposée à accepter un projet de chemin ainsi que le tracé de plan, aux frais des propriétaires riverains, qui, tous, sont disposés à donner leur terrain gratuitement. Ces divers propriétaires viennent, en attendant la réalisation du projet ci haut annoncé, et pour amoindrir les difficultés d'accès du chemin de Beauregard, d'en commencer l'empierrement et la réfection. Ils demandent, et prient la municipalité de bien vouloir leur en faciliter l'achèvement en les gratifiants de quelques voitures de groises et quelques journées des cantonniers attachés à la ville, au courant de ses travaux, afin que, pour la bonne saison, ce chemin devienne accessible aux nombreux étrangers qui nous visitent. Espérant que notre demande recevra l'assentiment de tous nos conseillers, nous avons l'honneur de leur exprimer, avec nos salutations, tous nos remerciements. »

— Émile Picard [+35 signatures]

## Les projets

### Le premier projet

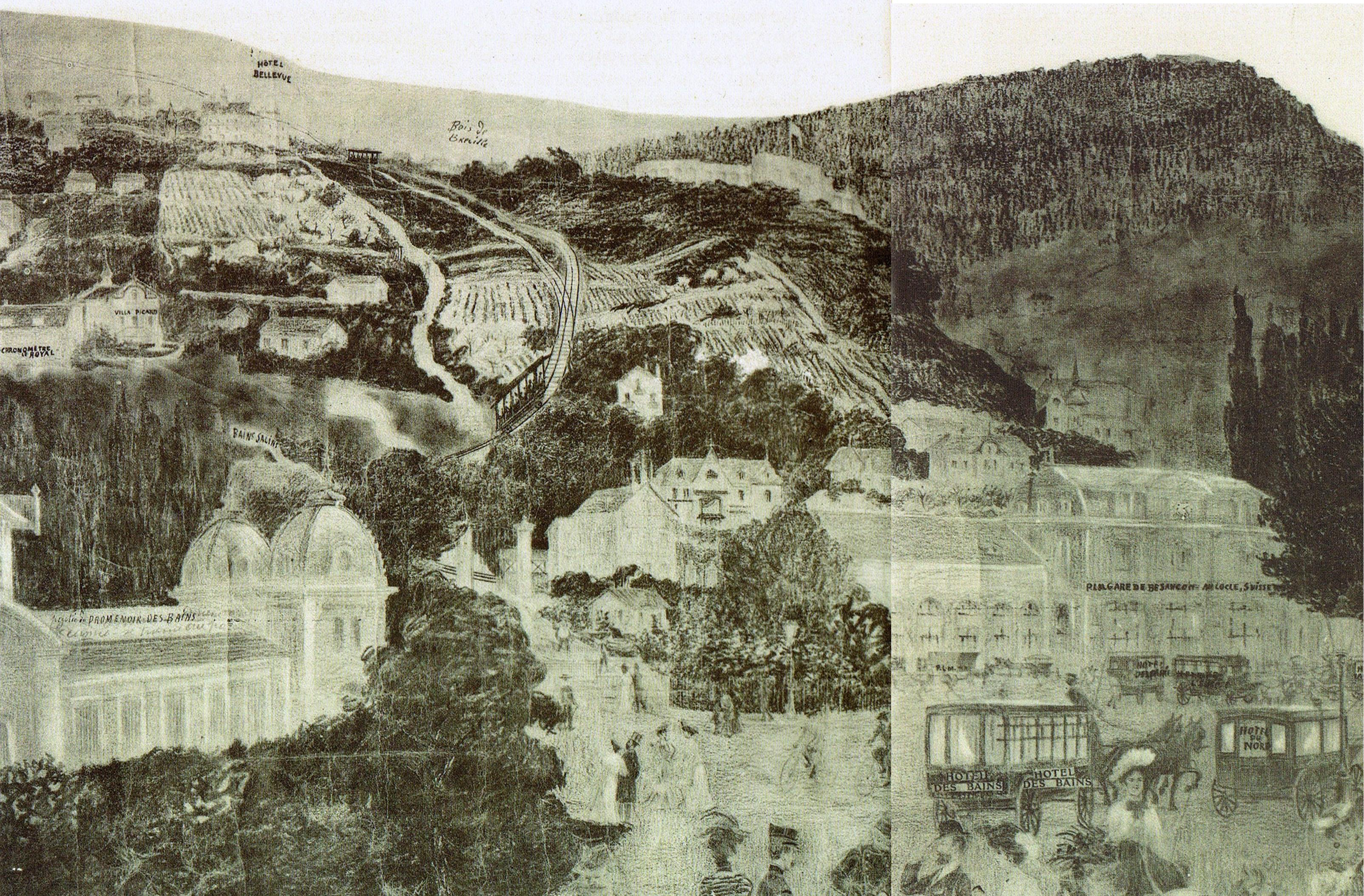
Publicité sur le chemin de fer électrique de la Mouillère-Besançon au plateau de Bregille, datant de 1902.

Le 26 mai 1899, Émile Picard écrit de nouveau au maire de Besançon afin de solliciter une concession pour l'établissement d'un funiculaire, le long du sentier de l'Aiguille. Picard est particulièrement habile et tenace dans ses lettres envoyées à la municipalité, notamment parce que celles-ci sont assorties de dizaines de signatures dont la plupart de propriétaires bregillots, donnant ainsi à son projet une crédibilité incontestable. Une lettre, datée du 27 juin 1899, confirme l'existence d'un projet de funiculaire évoqué le 26 mai 1899 :

« Besançon, le 27 juin 1899 — Monsieur le Maire de Besançon,

J'ai l'honneur de vous confirmer ma lettre du 26 mai vous demandant la concession pour l'établissement d'un funiculaire. Je viens à nouveau solliciter de la Municipalité l'approbation de la même demande. À l'appui, vous trouverez un plan sommaire qui vous indiquera le point de départ et celui d'arrivée. Mon projet consiste à partir du bas du chemin de l'aiguille pour arriver au sommet. Je n'ai pas à faire ressortir les avantages de ce funiculaire qui sera construit dans les derniers perfectionnements. En ce qui concerne la question des démarches ressortissant à votre compétence pour obtenir l'adhésion du Département et de l'État, je crois qu'étant donné l'emplacement qu'occupera cette ligne, qui ne traversera que des terrains particuliers se trouvant à Besançon, la Municipalité a seule le pouvoir pour accorder cette concession. Afin d'en faciliter la résiliation, j'abandonnerai l'exploitation de cette ligne au profit de la ville après 30 années, comme condition à cet abandon, je demande à la municipalité une subvention de 40 500 francs, payable par annuités et par fractions de 13 500 francs. En ce qui concerne la gestion du tarif des transports, j'aurai l'avantage de le fixer ultérieurement, les dépenses n'ayant pas encore été complètement établies pour la construction. Dans l'espoir que vous voudrez accueillir favorablement ma demande, veuillez agréer, Monsieur le Maire, l'assurance de ma parfaire considération. »

— Émile Picard.
Ce vœu est exaucé le 25 novembre 1901 lorsque la concession qu'il avait demandée lui est accordée, pour une durée de 75 ans, avec une subvention annuelle de 1 900 francs. C'est alors qu'Émile Picard fonde la Compagnie des Tramways Électriques au plateau de Beauregard et commence à réellement mettre au point son projet. Par la suite, Picard demande 6 000 francs de subvention au Département du Doubs en invoquant un projet d'utilité publique. Cependant, le conseil général du Doubs refuse de subventionner le funiculaire dans sa séance du 20 août 1902 : « La demande, telle qu'elle se présente, n'a pas un intérêt général suffisant pour motiver le concours financier du Département. La question se présente d'une façon anormale puisqu'il s'agit de la demande d'un industriel en faveur de l'affaire qu'il exploitera ; ce n'est donc pas une œuvre d'utilité publique. De plus, l'entrepreneur nous indique lui-même qu'il compte tirer de l'opération un intérêt de 3,8 %. Sur la demande de M. de Moustier, le conseil général ajourne sa décision et prie l'Administration de lui fournir une étude plus complète. » Après l'échec de sa demande de financement par le Département, Picard tente de compenser ce refus en augmentant ses exigences financières auprès de la Compagnie des Bains de la Mouillère qui s'était engagée à investir dans le projet. Mais la compagnie refuse de donner plus d'argent pour ce projet, évoquant quelques difficultés financières.

### Le second projet
Après ces échecs et tenant compte des nouvelles innovations technologiques, Picard propose un nouveau projet très différent du premier : en juin 1905, il parle d'un tramway électrique d'une longueur de 762 mètres, ayant pour point d'arrivée l'école des Hauts de Bregille. Mais cette fois Picard met toutes les chances de son côté, et propose plus qu'une simple idée, en adjoignant des plans, des études... ce qui permet d'avoir un projet concret et abouti. Cette ligne de tramway électrique suscite de nouveau l'intérêt de la municipalité ce qui permet de renouveler sa demande auprès du conseil général du Doubs. C'est ainsi qu'un décret d'utilité publique est officiellement signé en août 1908 et qu'une nouvelle convention est signée avec la ville de Besançon pour renouveler la subvention accordée six ans auparavant.
En 1909, un cahier des charges est établi, ce qui permet de voir que la construction de tramways va poser de grandes difficultés techniques. En effet, les moteurs des tramways n'avaient qu'une puissance de 30 chevaux, ne permettant pas de gravir la montée du sentier de l'aiguille d'une inclinaison de 22 %. Le cahier des charges en fait référence : « Il eût fallu disposer d'une force considérable, force que la Compagnie du Gaz et de l'Électricité était impuissante à fournir au concessionnaire avec un courant de 440 volts sous une intensité de 220 ampères. Et eût-elle pu la fournir, que l'exploitation devenait coûteuse. » Il est donc décidé d'incorporer une crémaillère sur la côte la plus abrupte du sentier de l'aiguille mesurant environ 390 mètres, et en pente de 21 %. Quant au restant du tronçon il sera sur une voie de tramway classique à simple adhérence, en pente de 80 ‰.

### Le projet définitif

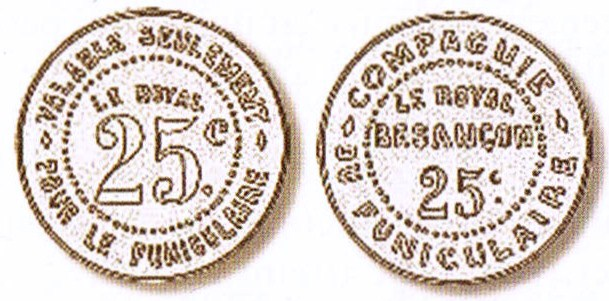
Jeton de 25 centimes du funiculaire.

Le projet définitif comprendra deux tronçons : un système de funiculaire sur les pentes abruptes du sentier de l'aiguille actionné par un moteur électrique, et le reste du tronçon devient une simple ligne de tramway. Le trajet s'effectue donc en deux temps, avec un changement au niveau du sentier de l'aiguille. En face de la gare dite supérieure une station est édifiée pour le départ du tramway. Cette ligne de tramway prévue doit être construite lorsque le secteur de Bregille aura gagné en habitants, mais ne sera finalement jamais établie bien que le garage actuel fût la fondation de cette station. Le premier tronçon était estimé à un coût de 230 000 francs or, avec un effectif de 150 000 voyageurs annuellement. Le capital de la compagnie était à l'époque de 230 000 francs divisés en 460 actions de 500 francs. Parmi les principaux actionnaires on retrouve Charles Krug (maire de Besançon de 1919 à 1925), le docteur Heintz et bien sur, Émile Picard détenant à lui seul 25 000 francs de capital (50 actions) soit plus de 10 % du total capital.
Les premiers travaux de terrassement ont lieu en juin/juillet 1911 parallèlement à une enquête d'utilité publique auprès des Bisontins. La construction du funiculaire est confiée aux établissements Louis de Roll basés à Berne. Les voitures mesurent 8,50 mètres et sont munies de deux compartiments voyageurs comprenant 16 places assises, un compartiment bagages pouvant accueillir huit à dix personnes ainsi que de deux plates-formes destinées aux wattmans. Le 24 novembre 1912 les premiers voyages publics sont organisés, et en février 1913 Picard signe une nouvelle convention avec la municipalité lui accordant un décret d'utilité publique le 6 mars de la même année. Pourtant, le projet aboutit un peu tard : l'activité thermale est en déclin et la Première Guerre mondiale approche. Cependant de nombreux utilisateurs empruntent le funiculaire, parmi eux des artisans, des agriculteurs, des ouvriers, des militaires postés au fort de Bregille... En 1912, les tarifs définitifs sont fixés : 0,15 franc pour un aller simple, 0,29 franc pour un aller-retour et 5,50 francs pour un carnet de 50 tickets>.

## Les débuts de l'exploitation

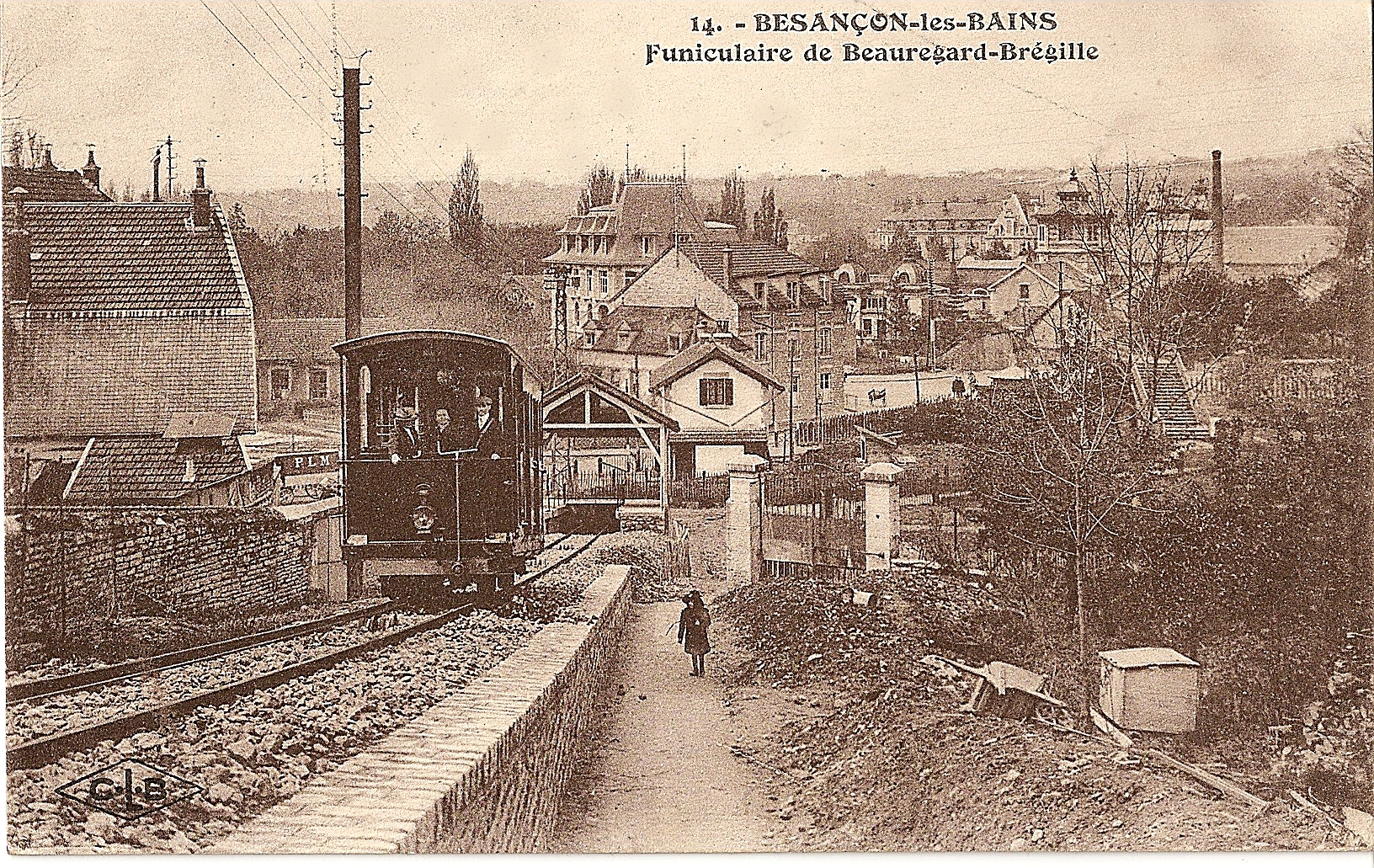
Le funiculaire en 1913.

Hormis l'année 1913, 1912-1918 est une période assez mouvementée pour l'exploitation du funiculaire, en raison du contexte historique. Les chiffres de fréquentation n'atteignent pas les prévisions (qui étaient de 150 000 voyageurs par an), en raison de la guerre et de l'arrêt de l'activité touristique, les Bains étant transformés en centre de soins pour les blessés. Puis d'autres problèmes accentuent les difficultés liées au budget et à la rentabilité : la municipalité essaie de trouver des prétextes pour ne plus payer les subventions, et la compagnie du Gaz et de l'Électricité facture plus cher le kilowatt-heure pour le funiculaire que pour la compagnie des tramways, car le premier consomme moins d'énergie que la seconde. Puis, certains des habitants du quartier entrent en conflit avec la compagnie, notamment lorsqu'un agriculteur de la colline s'indigne d'avoir été obligé de payer son ticket ; cela entraîne quelques pétitions, mais la vraie raison de cette colère serait la jalousie engendrée par la réussite de Picard. Enfin, en 1914, la totalité du personnel se retrouve mobilisée, ce qui engendre une interruption de service durant plusieurs semaines, le temps de recruter et de former du personnel. Durant la période 1912-1918, quelques maigres bénéfices sont tout de même enregistrés, ce qui permet de continuer l'activité du funiculaire.

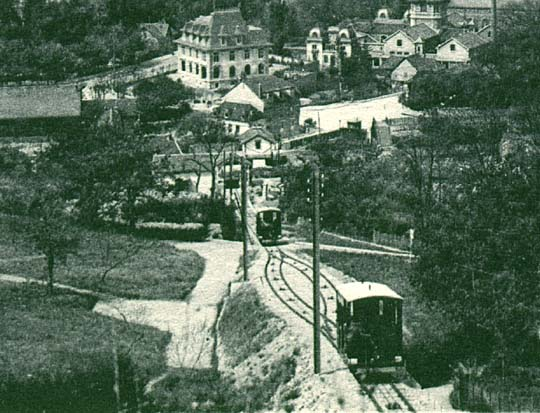
Vue du funiculaire depuis la gare haute.

En 1916, un rapport relate un accident survenu le 15 janvier de cette même année : « Besançon, le 20 janvier 1916 — Funiculaire de Beauregard, Tamponnement d'un cheval appartenant à M.Peuteuil — Rapport du subdivisionnaire. Exposé : par un rapport du 15 janvier courant, M.Picard, administrateur délégué de la Compagnie du tramway électrique de Besançon au plateau de Beauregard, fait connaître aux services de contrôle de la Ville, qu'à six heures du soir, un accident est arrivé sur la voie du funiculaire et qu'un cheval a été pris sous une des voitures de la Compagnie et a été étranglé. L'un des employés de M.Peuteuil, entrepositaire de charbons, ayant une livraison à faire dans une des maisons du coteau de Beauregard, n'hésite pas, pour s'éviter de porter à dos sa marchandise sur une trop longue distance, à pénétrer avec son cheval et sa voiture dans la propriété Vaissier, dont il ouvrit la barrière afin de traverser la voie du funiculaire au passage à niveau réservé exclusivement à ladite propriété. Il était près de six heures du soir, la nuit était complète et la voiture n'avait pas de lanterne. Arrivé sur l'axe du P.N. le cheval glissa sur le rail et tomba en travers de la voie, au moment où le funiculaire se mettait en marche. Le conducteur chercha à débarrasser le cheval de son harnachement, pour le retirer plus rapidement du danger, mais, en raison de l'obscurité complète, il ne put y parvenir. Alors, il laissa le cheval sur la voie et se porta en avant de la voiture montante du funiculaire en criant au wattman de s'arrêter. Celui-ci, tout d'abord surpris, hésita un instant, puis, enfin, serra son frein, mais un peu tard, en sorte que la voiture prit le cheval en écharpe et le traîna sur une longueur de deux mètres environ, puis enfin, s'arrêta. D'autre part, le mécanicien de la station supérieure, voyant son ampérage passer subitement de 12 à 40, comprit qu'un obstacle existait sur la voie et coupa le courant. Outre le cheval qui a été tué, les dégâts matériels consistent en une limonière brisée, et en diverses petites avaries, aux verrous des portes de la voiture deux qui ont été faussés ou avariés. Les réparations ont pris toute la journée du 15, pendant laquelle le service n'a pu fonctionner. »

## De l'âge d'or aux premières difficultés

### L'âge d'or

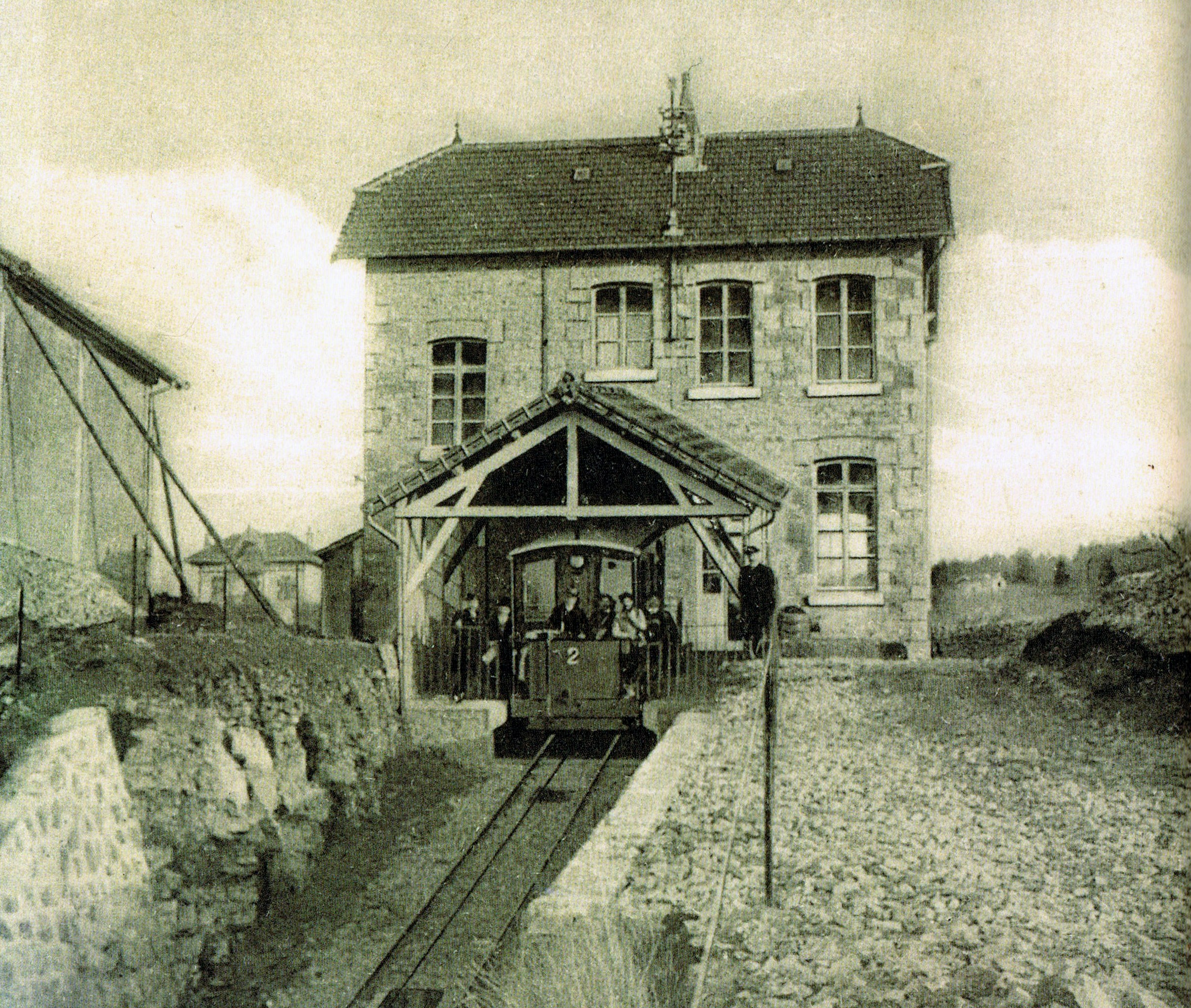
La gare du haut au début du XX.

Cette période est synonyme de croissance pour l'entreprise, qui atteint le nombre de 176 000 voyageurs en 1929, dépassant largement ainsi les prévisions de 490 passagers par jour. En 1927, le bénéfice record est atteint avec une recette de 18 500 francs récoltés au cours de cette seule année, représentant le tiers des bénéfices accumulés dans l'histoire de la Compagnie de Picard. Cependant la Compagnie connaît quelques difficultés liées à la hausse des prix à partir de 1918, notamment parce qu'à chaque réajustement des tarifs, la Municipalité puis le Conseil général du Doubs doivent donner leurs avals compte tenu du décret d'utilité publique, ce qui prend parfois un certain temps et engendre occasionnellement des pertes. Picard ira même jusqu'à menacer en 1921 la ville de Besançon de demander au Conseil d'État l'annulation du décret, sans lequel il serait libre d'appliquer ses modifications de tarifs. On note qu'en avril 1926 une grève du personnel entraîne une hausse des salaires et des tarifs.
Les tarifs sont revus à la hausse en 1919, 1923, 1925 et 1926, mais Picard semble systématiquement dramatiser sur la situation financière de la Compagnie, afin semble-t-il d'essayer de toucher quelques subventions supplémentaires. Aussi, il se plaint régulièrement dans la presse locale d'être méprisé par la municipalité, comme en témoignent nombre de ses lettres et interviews : « Je termine ma lettre en constatant une fois de plus l'obstruction systématique qui se produit contre la Compagnie du Funiculaire qui mérite, cependant, plus de bienveillance si les pouvoirs publics voulaient se rendre compte de l'importance de services que rend ce petit chemin de fer et qui a donné au plateau de Bregille, un développement intéressant la Ville par de nombreuses constructions et par la visite de milliers d'étrangers venant s'extasier devant le panorama incomparable dont l'œil jouit des hauteurs de ce magnifique plateau. »
Émile Picard tombe gravement malade en 1928 et doit alors quitter ses fonctions. Il écrit sa dernière lettre au maire peu avant sa démission : « Besançon, le 26 juin 1928 — Monsieur le Maire de Besançon — Monsieur, j'ai l'honneur de vous faire connaître que je viens de lire dans le journal du 26 juin, que l'Administration du Funiculaire demande une petite subvention. Très fatigué, en y ajoutant mes 79 ans dans deux mois, j'ai donné ma démission d'Administrateur délégué. Cette entreprise, qui est mon œuvre, mérite d'être soutenue, vous savez les services qu'elle rend à la population. Pour compléter mon œuvre, je viens vous confirmer ce que je vous ai communiqué de vive voix, à savoir que j'ai légué à la Ville de Besançon, entre autres legs, une somme de vingt-cinq mille francs, à charge pour la municipalité de créer un square sur le terrain de la plate-forme de la station supérieur du funiculaire, en laissant un passage pour les voyageurs. Je me tiens à votre disposition, Monsieur le Maire, pour tout autre renseignement. Veuillez agréer, Monsieur le Maire, l'assurance de mes sentiments dévoués. — Émile Picard, encore président du Conseil d'Administration de la Compagnie. »

### L'après Picard et les premières difficultés

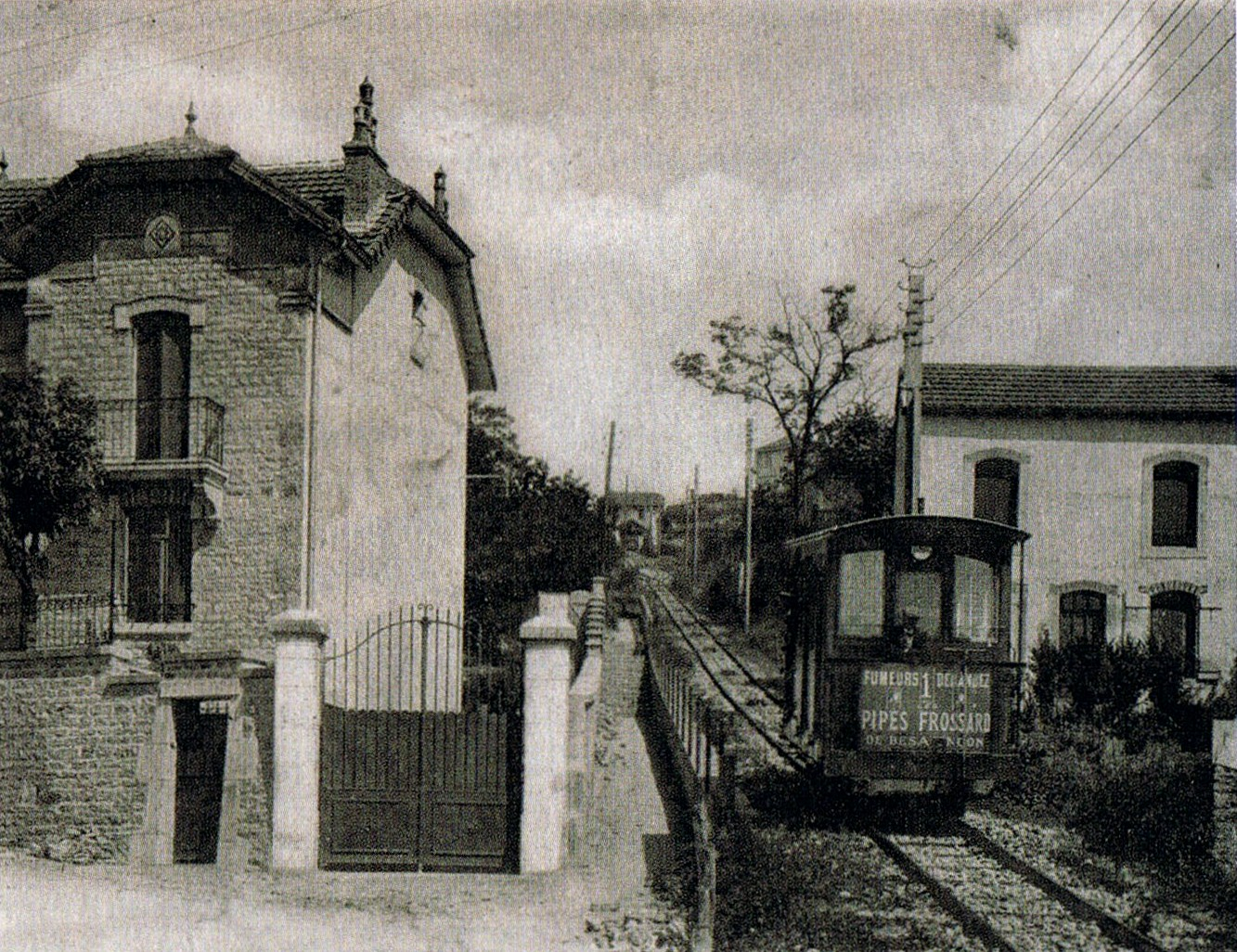
Le funiculaire, années 1920 ou 1930.

Le successeur de Picard, Joseph Billiotte, est un actionnaire et assureur à Besançon qui reprend en main la Compagnie. En 1938, de nombreuses réparations ont lieu sur tout le funiculaire, notamment sur le matériel roulant : roues, peintures et voies nécessitent un rajeunissement après plus de 25 ans de service. Pendant la durée des travaux, un service de substitution composé d'autobus est assuré aux heures de pointe, marquant ainsi le premier gros arrêt du funiculaire. Quant aux recettes, elles sont stables durant la période 1928-1935 avec un effectif de 150 000 à 160 000 voyageurs, mais entre 1936 et 1939 la situation se crispe, notamment avec l'arrivée au pouvoir du Front populaire faisant adopter des lois sociales qui auront un impact direct et significatif sur les finances de la Compagnie. Ces lois obligent la Compagnie à embaucher trois personnes de plus sur 40 heures hebdomadaires, coïncidant avec la baisse du nombre de voyages en 1937, les réparations et interruptions de service de 1938 ainsi qu'à la grève du personnel la même année rehaussant le salaire de ceux-ci de 12 %. Le déficit de la Compagnie atteint 3 600 francs en 1936 et explose en 1938 avec 52 000 francs. C'est alors que Joseph Billiotte demande à la ville une aide de 65 000 francs afin de combler le déficit du funiculaire, qu'il obtiendra non sans difficultés.
Cependant, les difficultés continuent en 1940, et la Compagnie se voit obligée d'intenter un procès contre la ville devant le conseil de préfecture pour charges extra contractuelles, car cette première ne peut pas payer ses dettes qui s'élèvent alors à 95 000 francs. Pendant cette période (la Seconde Guerre mondiale) la municipalité ne donne pas priorité au funiculaire et le procès ne présage alors rien de bon pour la Compagnie. C'est ainsi qu'en 1941 le ministre des travaux publics de l'État français suggère un rapprochement entre la Ville et la Compagnie.

## Pendant la Seconde Guerre mondiale

### Le rachat de la compagnie
Après les difficultés de remboursement et la baisse de voyageurs, on se réfère à l'article 19 du cahier des charges : « La ville de Besançon aura toujours le droit de racheter la Compagnie ». Cette solution est en effet privilégiée, face aux deux autres comportant trop d'inconvénients : renoncement du prêt de la ville mais ne faisant que reporter le problème ou mettre la Compagnie en faillite et dans ce cas arrêter le funiculaire. La commission des transports décide donc de racheter la Compagnie avec la Municipalité, et Jean Minjoz, alors adjoint au maire délégué aux transports propose en 1941 de racheter la Compagnie pour la somme de 195 500 francs. Billiotte juge la somme inacceptable sachant qu'il faut ajouter le déficit, l'intérêt statuaire et les frais d'administration centrale ce qui porte le rachat à un total de 445 500 francs.
Un prix d'achat définitif est finalement trouvé après plusieurs refus réciproques, fixant une somme de 350 000 francs. Le rachat est approuvé par le conseil municipal dans sa séance du 22 octobre 1941 et le funiculaire est définitivement acquis par la ville le 23 janvier 1942 bien qu'il ne soit encore rien assuré sur son avenir. Puis, les actionnaires se mettent d'accord avec la mesure prise et enfin la préfecture de Besançon donne son aval en octobre 1942. La convention de rachat est officiellement signée le 20 novembre 1942, et après quelques hésitations la Municipalité décide de créer provisoirement une régie, à partir du 25 février 1943 et qui devait au départ durer trois années. Le 1er avril 1943, la ville devient définitivement propriétaire du funiculaire et la Compagnie des Tramways Électriques du plateau de Beauregard-Bregille disparaît donc au profit de la Régie du Funiculaire de Bregille après plus de 41 ans d'existence.

### Le bombardement du 16 juillet 1943

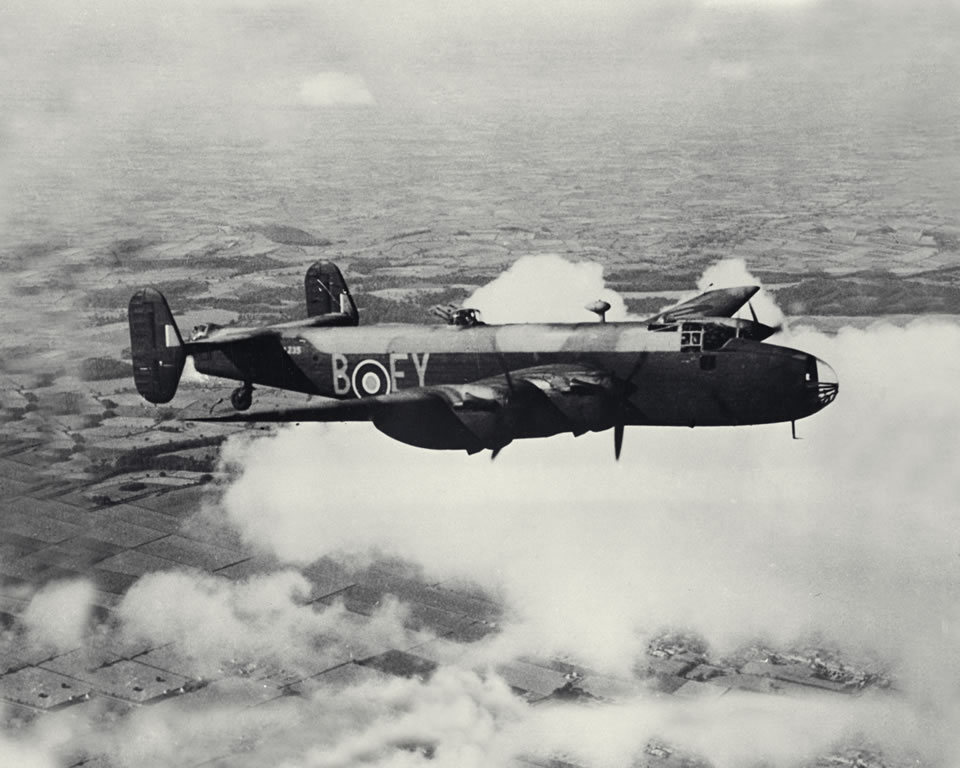
Un bombardier Halifax.

Le 15 juillet 1943 au soir, 165 bombardiers Halifax Pathfinder décollent du sud-ouest de l'Angleterre, avec pour cible les usines Peugeot de Sochaux. La ville de Besançon est alors choisie comme alternative target afin de tromper la chasse de nuit allemande. Vers une heure du matin (heure locale), un avion éclaireur se heurte à un chasseur allemand (Dornier 217-J) et des échanges de tirs ont lieu, puis le Halifax anglais est heurté par le Dornier allemand, avant que le premier ne s'écrase sur la gare de Besançon-Viotte.
Puis, une quinzaine de Halifax bombardent la capitale comtoise en ordre dispersé, faisant une cinquantaine de victimes dont une grande partie de civils. Le funiculaire de Bregille est lui aussi bombardé par un avion ayant lâché ses bombes trop tôt, et il apparaîtra par la suite que neuf de ces bombardiers pensaient avoir détruit les usines Peugeot de Sochaux. Un témoin sur place a vu des éclairs lorsque les avions bombardaient la ville, preuve de l'usage de bombe flash permettant ainsi de prendre des photos de la cible. L'évitement central est touché, laissant les deux gares et les voitures intactes. Cependant, l'exploitation est interrompue et ne reprendra qu'en janvier 1945.

## La Régie du funiculaire

### De l'après-guerre aux années 1970
Le 1er août 1945, le conseil municipal de la ville nomme M.Laporte, alors chef de section de service de voirie, comme Directeur de la Régie Municipale du Funiculaire. En 1944, la régie fait un bénéfice de 52 000 francs, et un bénéfice de 95 000 francs en 1945 pour un total de 222 000 voyageurs cette même année, chiffre encore inégalé. Bien que les bénéfices soient là, il manque toujours de l'argent notamment à cause des travaux faits sur les voitures et l'éclairage, c'est pourquoi une subvention de 600 000 francs est accordée à la régie. Concernant les années 1950, seul le chiffre de 150 467 voyageurs et la trace d'importants travaux sur les câbles de traction des véhicules et la voirie nous renseignent sur l'histoire du funiculaire à cette époque.
Au début des années 1960, les recettes et le nombre de voyageurs sont stables, oscillant entre 110 000 et 120 000 voyageurs, avant de redescendre à 94 000 à la fin de cette décennie. À partir des années 1970 on note une importante diminution de la fréquentation : de 94 000 voyageurs en 1969, on passe à 64 000 en 1972, 38 000 en 1979 avant de remonter à 40 000 en 1980. Cette baisse de fréquentation est expliquée par l'explosion de l'utilisation de l'automobile, et aussi par ce que le plateau est desservi à partir de 1976 par un service de minibus. Ceux-ci desservent Bregille en plusieurs points et font la liaison directement avec le centre-ville.

### Les années 1980

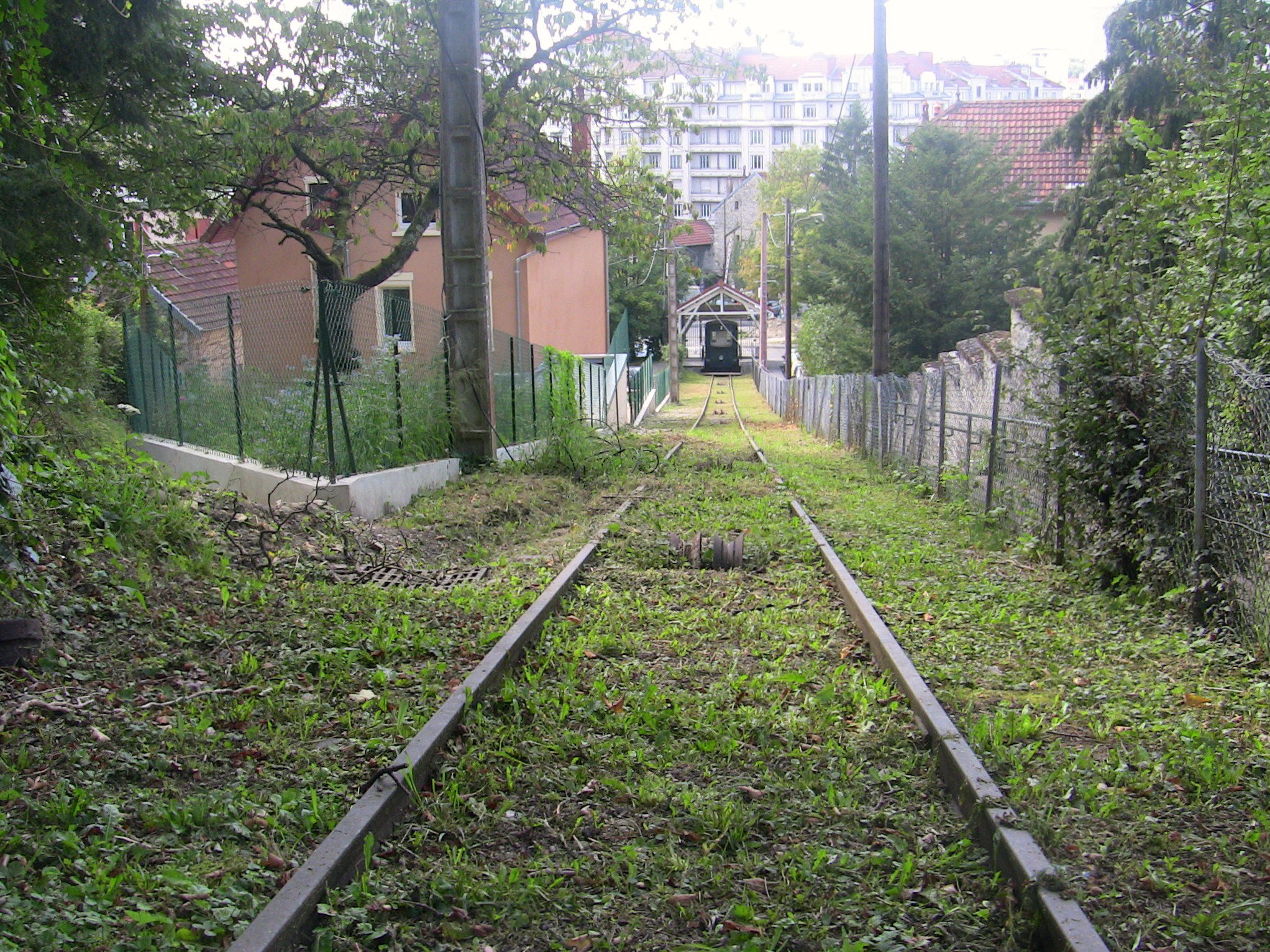
Les rails du funiculaire de nos jours.

Durant les années 1980, la baisse de fréquentation continue, remettant en cause l'exploitation du funiculaire, qui demande toujours plus de budget lié au fonctionnement. En 1980, d'importants travaux sont envisagés mais remis en doute notamment parce ce que depuis 1972, la participation de la ville par voyageur n'a cessé d'augmenter : 1,43 franc en 1972, 4,09 francs en 1975 et 8,39 francs en 1979. La séance du 22 octobre 1980 du conseil municipal prononce la réfection des voitures et la poursuite de l'exploitation. Début 1981, les voitures sont démontées l'une après l'autre pour que le service puisse continuer, aux ateliers de la Pelouse à Saint-Ferjeux. Les caisses en bois sont reconstruites à l'identique sur leur châssis d'origine, la seule différence avec l'originale étant les vitres en plexiglas bombé sur la cabine des wattmans mises à la place des anciennes vitres plates. Les toits des voitures sont eux aussi totalement reconstruits, et du vert cuivre est posé sur le contreplaqué afin de donner une touche de modernité tout en laissant le véhicule étanche.
Le journal de Bregille consacre une ode dans le numéro de décembre 1981 : « Ode pour le glorieux ravalement du funi, Pardon nous avions cru dans un propos cynique, Au rapt insidieux de tes roulants appas, Mais voici qu'aujourd'hui ta beauté mécanique, Tourne résolument le dos au noir trépas. Tu trônes, lourd déjà de tes succès futurs, Prêt à bondir au vert sommet de la grimpette, Qui sonneront bientôt pour toi seul dans l'azur, Ta robe a pris ce ton des tournesols champêtres, Avec un rien de cuivre étincelant au front, Et ta joue s'embellit des reflets qu'on voit naître, Au brillant plexiglas de ton museau si rond. Ah ! ta moitié sera bienheureuse demain, Quand au doux croisement des voies parallèles, Vos flancs se frôleront en un léger bruit d'ailes, Sous le regard ému de vos amis humains, Que chantent maintenant nos chœurs mélodieux, Et que de gais bouchons bondissent sur nos tables, Pour ton siècle nouveau qui germe sous nos yeux ! Tout ça pour dire qu'il faudrait s'arrêter de dérailler et qu'une petite fête pimpante en l'honneur de cette bonne vieille bête qui s'est refait une beauté ne serait pas à dédaigner ! Le Poil à Gratter. »

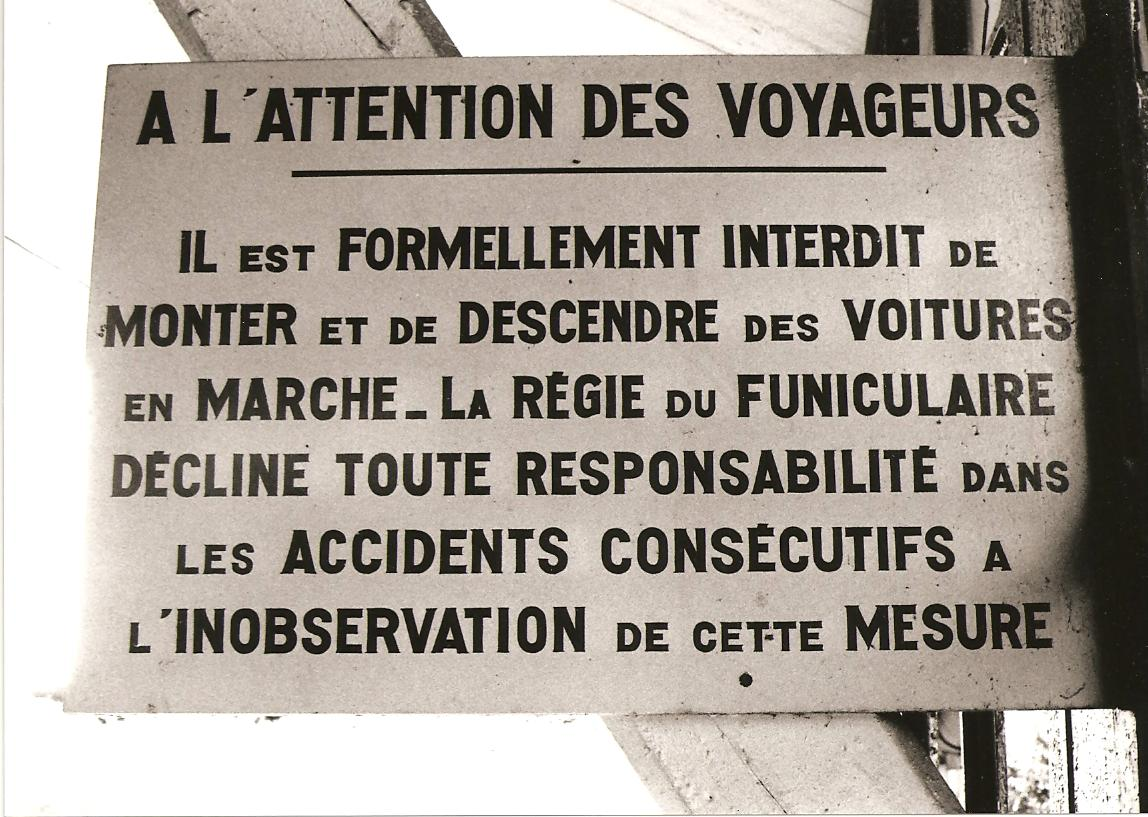
Une pancarte du funiculaire, en 1990.

Malgré les travaux importants et le nouveau « look » du funiculaire, les fréquentations ne sont pas aux rendez-vous avec même une baisse de 15 % du nombre de voyageurs en 1981. La ville et le Comité de quartier décident donc de modifier les horaires pour que ceux-ci puissent correspondre à une utilisation plus touristique, et aussi pour faire des économies dès janvier 1982. Le fonctionnement aura lieu les mercredis, samedis et dimanches en période hivernale et tous les jours de 13 h 30 à 19 heures en période estivale (du 1er juin au 15 septembre). Ces nouveaux horaires font l'objet d'une pétition de 200 signatures en quelques jours de la part des bregillots, réclamant une circulation quotidienne. Les habitants obtiennent finalement une concertation avec le maire le 13 mars 1982 à la maison de quartier, à la suite de laquelle les horaires sont de nouveau modifiés : le funiculaire est en marche les lundis, mardis, jeudis et vendredis de 10 h 30 à 12 h et de 16 h 30 à 19 h 30, les mercredis de 10 h 30 à 12 h et de 13 h 30 à 19 h 30 et les week-ends de 13 h 30 à 19 h 30. Mais une nouvelle baisse de trafic intervient en 1982 avec 25 191 voyageurs, puis en 1983 avec 22 286.
La municipalité met alors en place un système permettant aux abonnés des bus de la CTB et/ou porteur de tickets de bus d'emprunter gratuitement le funiculaire à partir du 1er juillet 1983, ce qui permet d'augmenter la fréquentation de 59 % au cours de cette année. En 1984 et 1985, la tendance s'inverse enfin, car le nombre de voyageurs remonte à plus de 30 000 mais le funiculaire est encore très loin d'être rentable, car pour 38 000 francs de recette il faut dépenser 485 000 francs dont 413 000 francs pour le personnel. En 1986, la fréquentation retombe à 25 046 voyageurs. Bien que deux voyages gratuits soit inclus dans un carnet distribué aux nouveaux bisontins, le funiculaire reste marginal des activités touristiques de la ville et n'est même pas référencé dans les nombreux dépliants dédiés aux monuments et activités de la capitale comtoise.

### La fermeture du funiculaire

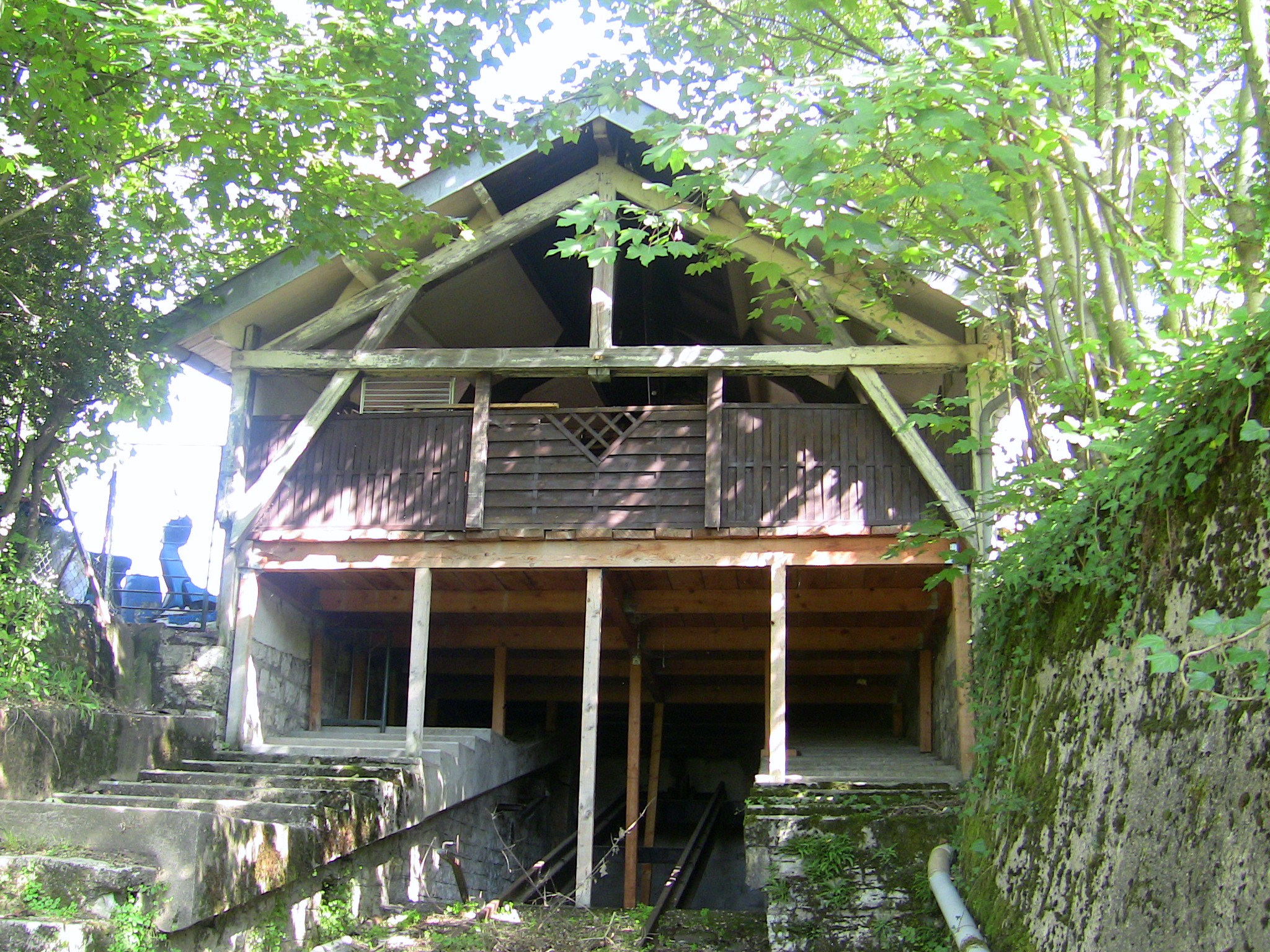
La gare haute, en 2010.

Le 12 mars 1987, le trafic du funiculaire est interrompu afin de réaliser des travaux de consolidation de la voie, avec le remplacement du ballast et de 80 traverses métalliques, et le service et de nouveau assuré fin avril de cette même année. Le directeur de la régie note, le 27 mai 1987 lors d'un contrôle de routine, les points suivants : à environ 100 mètres de la gare haute et sur longueur de cinq mètres, la voie n'adhère plus au ballast — à 30 mètres de la gare basse, l'alignement des rails est devenu défectueux à la suite d'un glissement de la voie sur le ballast — d'importants problèmes surgissent au niveau de l'échangeur, les rails extérieurs sont usés (-14 millimètres par rapport aux rails neufs),. Le funiculaire est donc fermé le jour du constat de ces anomalies, en attendant que des experts examinent les pièces défectueuses.
Afin de rouvrir le funiculaire sous la forme d'une ligne touristique, la Ville demande des propositions chiffrées de remise en état. Seule l'entreprise Von Roll remet un rapport le 1er juillet 1987 : un devis suggère la remise en état d'une grande partie du funiculaire, pour un coût de 1 083 000 francs. Devant la somme demandée, et en l'absence de mécènes, la Régie n'a d'autre choix que de fermer le funiculaire pour raison de sécurité en attendant de trouver les fonds nécessaires aux réparations : c'est ainsi que les voitures sont démontées et placées dans un hangar,. Les voitures sont, l'une après l'autre, déposées et transportées par une grue dans un hangar et la voiture 2, entre en gare à 10 h 52 pour son ultime voyage. À son bord un wattman, deux photographes de la ville et deux journalistes de l'Est républicain. Bien qu'aucun arrêt définitif ne soit envisagé, la ville décide d'intégrer le patrimoine de la Régie dans ses biens et procède à sa liquidation en janvier 1989.
En 1989, le club de modélisme ferroviaire de Besançon créé une maquette reproduisant le funiculaire ainsi qu’une partie de la gare de la Mouillère. La Jeune chambre économique du Doubs étudie un temps, en 1990, une possibilité de réouverture de la ligne incluant une mise en valeur du fort Beauregard, à proximité de la gare supérieure. Le projet de rénovation est proposé par la société Skirail, qui propose un remplacement de la ligne historique par une seule cabine en verre commandée automatiquement. Le projet est abandonné en 1992 : chiffré à 10 millions de francs, ne convainc pas les élus locaux et les habitants, attachés à la ligne dans son aspect originel. En 1993, l'Office municipal HLM transforme la gare supérieure en logement social.

## L'association des Amis du Funiculaire de Besançon

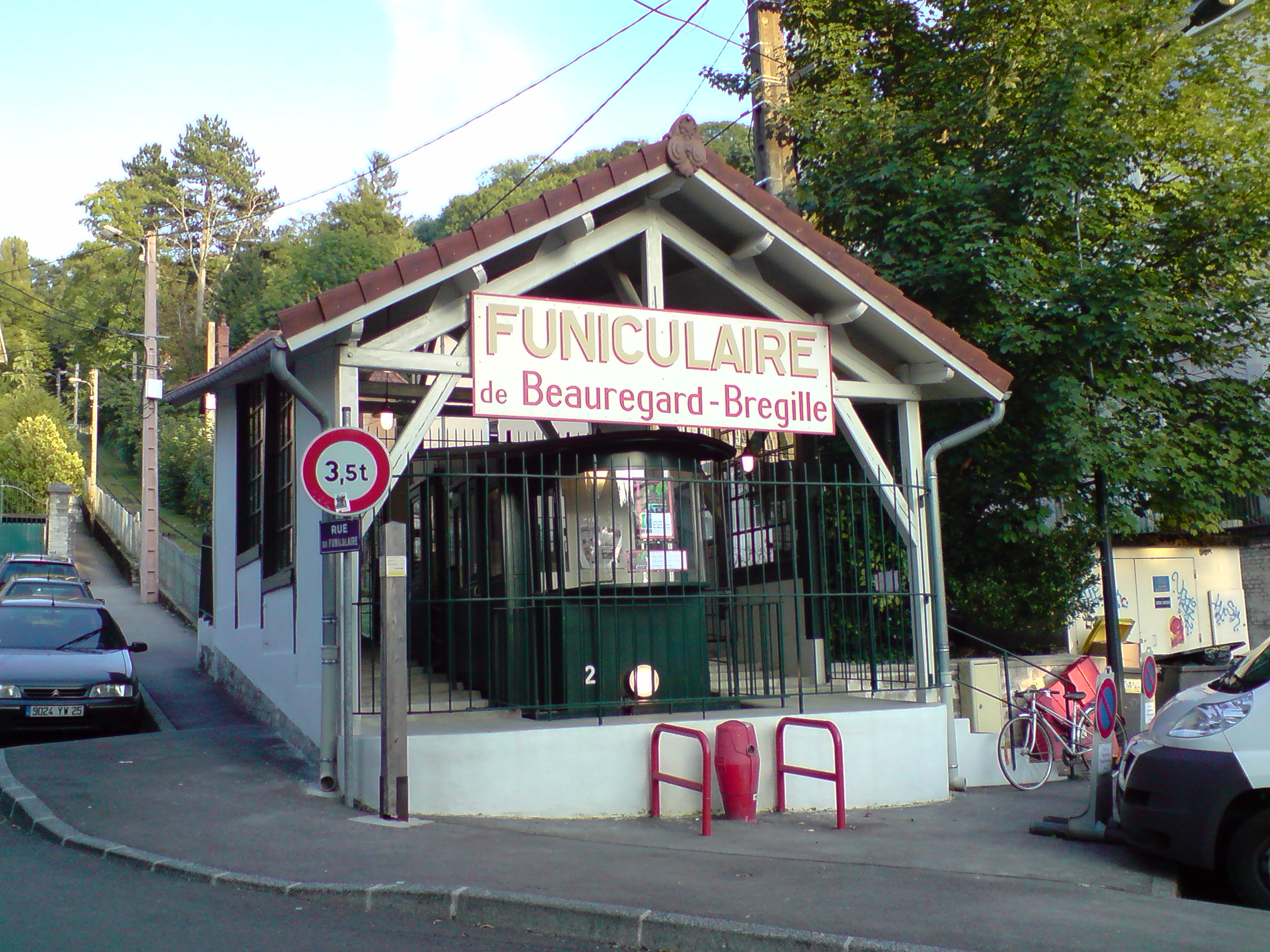
La gare basse, en 2008.

Le 9 décembre 2005, sous l'impulsion d'Alexandre Jury, jeune étudiant passionné par ce patrimoine particulier, est créée l'association Les Amis du Funiculaire de Besançon,. Une action est alors engagée en faveur de la réhabilitation du funiculaire. Au printemps 2007, la voiture 2 est rénovée par les ateliers municipaux de la Ville de Besançon et la gare basse restaurée par l'entreprise de réinsertion Alternative Chantiers. L'ensemble est présenté pour la première fois aux Journées européennes du patrimoine les 15 et 16 septembre 2007, au cours desquelles plus de 1300 visiteurs sont accueillis et suivent les visites guidées proposées par l'association qui compte 220 membres.
L'association travaille depuis 2008 sur un projet de réhabilitation de la gare haute et, à plus long terme, sur un projet global de rénovation,. Des animations sont régulièrement assurées dans la gare basse, notamment lors des Journées du Patrimoine. Initiée par l'association en janvier 2007, la proposition d'inscription du Funiculaire au titre des Monuments Historiques est approuvée par la Commission régionale du patrimoine et des sites de Franche-Comté, à la suite de la proposition la Direction régionale des Affaires culturelles de Franche-Comté, en juin 2010. La signature de l'arrêté d'inscription par le préfet de région est effective depuis le 27 janvier 2011. Le centenaire du Funiculaire, proposé par l'association et le Conseil Consultatif d'Habitants de Bregille-Prés-de-Vaux est célébré les 15 et 16 septembre 2012 à l'occasion des Journées européennes du Patrimoine.
Depuis sa rénovation, la gare basse et l'ensemble de la ligne font l'objet de visites guidées régulières proposées par l'Office de Tourisme de Besançon et par l'Association, notamment dans le cadre des Journées du Patrimoine.
En 2016, sur initiative de l'association, Grand Besançon Habitat (successeur de l'office municipal HLM) libère la gare haute de ses contraintes locatives, laissant entrevoir la possibilité d'ouverture ponctuelle de l'ensemble du site.
En 2022, l'association obtient des financements de la Ville pour le lancement d'une étude technique visant à chiffrer la remise en fonctionnement du Funiculaire. Cette étude, confiée à l'entreprise TIM Ingénierie, et menée durant le second semestre et présentée aux collectivités au début de l'année 2023.

## Correspondances
|  |  |   |  |  | Arrêt        | Communes desservies | Correspondances |
|  |  | - |  |  | ------------ | ------------------- | --------------- |
|  |  | o |  |  | LA MOUILLERE | Besançon            | 5 21 Ginko      |
|  |  |   |  |  |              |                     |                 |
|  |  | o |  |  | BEAUREGARD   | Besançon            | 21 Ginko        |

## Fréquentation
| 1929    | 1932    | 1935    | 1945    | 1957    | 1969   | 1972   | 1979   | 1980   | 1982   | 1983   | 1985   | 1986   |
| ------- | ------- | ------- | ------- | ------- | ------ | ------ | ------ | ------ | ------ | ------ | ------ | ------ |
| 176 000 | 156 389 | 160 000 | 222 000 | 150 467 | 94 000 | 64 000 | 38 000 | 40 000 | 25 191 | 22 286 | 30 000 | 25 046 |

## Compléments